# Darmstädter Echo

Logo der Onlinepräsenz

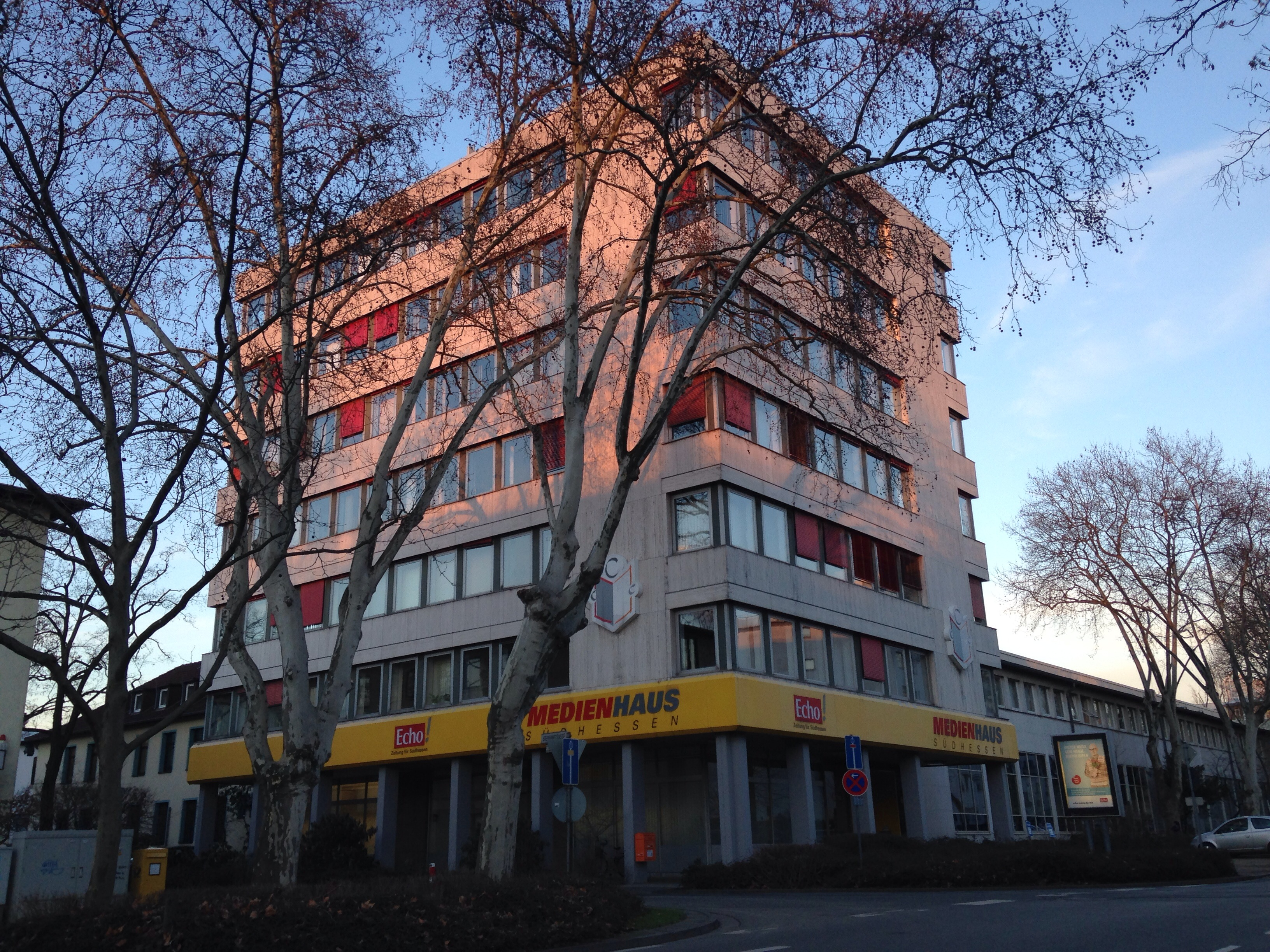
Ehemaliges Verlagshaus in der Holzhofallee

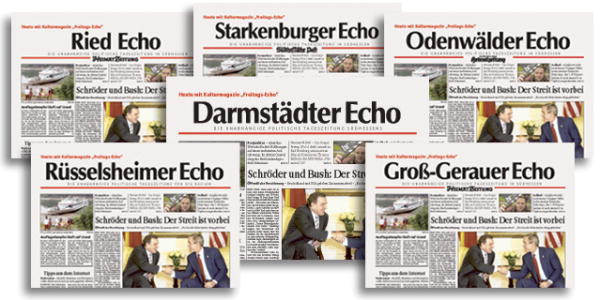
Echo-Zeitungen

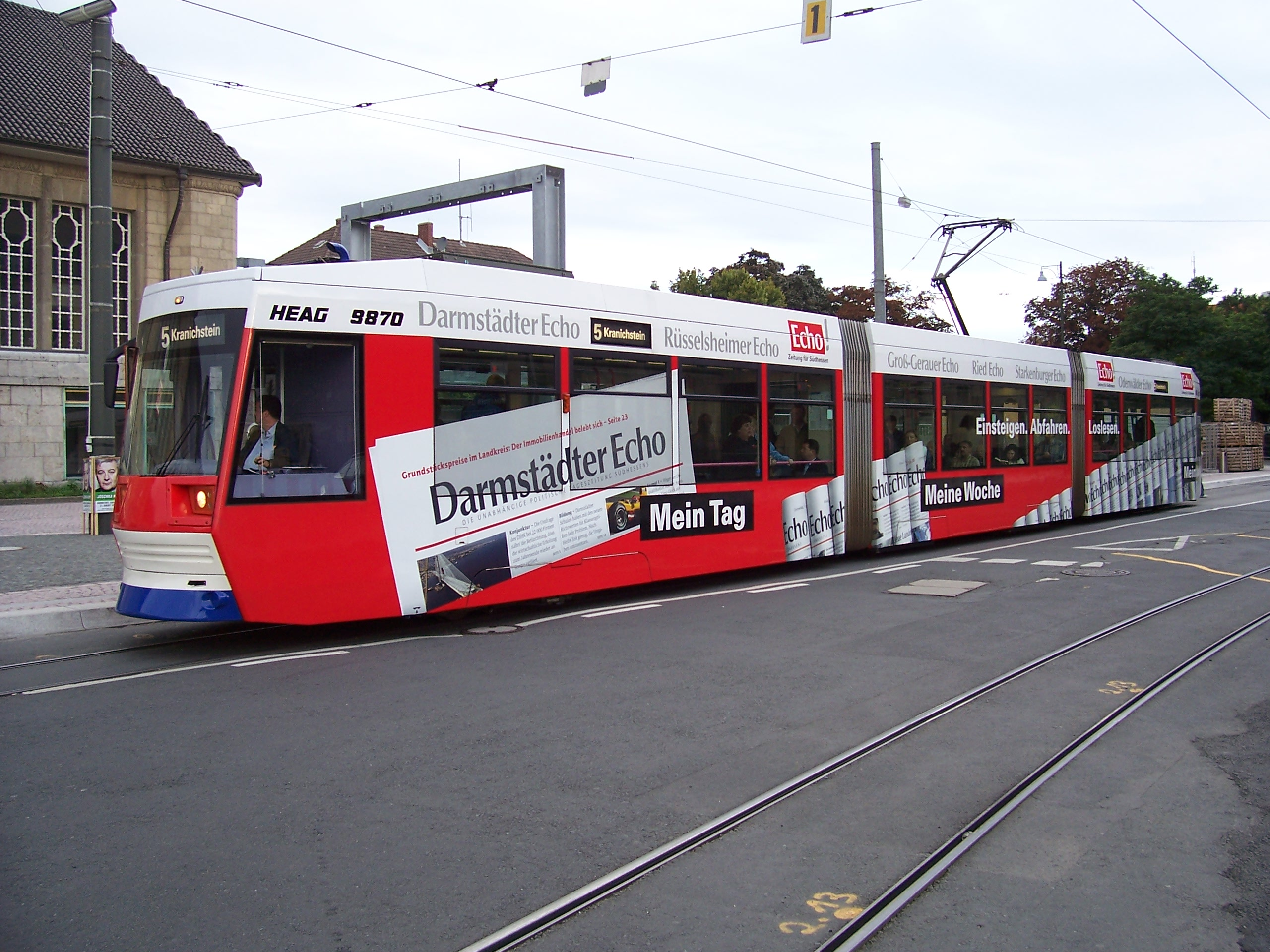
Darmstädter Straßenbahn mit Darmstädter-Echo-Werbung

Das Darmstädter Echo ist eine Regionalzeitung für die Stadt Darmstadt und den Landkreis Darmstadt-Dieburg.
Die Zeitung wird von der Echo Zeitungen GmbH verlegt, einer 100-prozentigen Tochtergesellschaft der Echo Medien GmbH, die seit dem Sommer 2015 zu 100 % der VRM gehört, mit der die Echo Medien GmbH bereits 2010 das Druckzentrum Rüsselsheim in dem Joint Venture Rhein-Main Druck gegründet hatte.
Zu den Echo-Zeitungen gehören sechs Kopfblätter, darunter das Rüsselsheimer Echo (seit 1956), das Groß-Gerauer Echo (1977, vormals Heimat-Zeitung für den Kreis Groß-Gerau), das Odenwälder Echo (seit 1986, ehemalige Odenwälder Heimatzeitung), das Starkenburger Echo (seit 1985, ehemals Südhessische Post) und das Ried Echo (seit 2004). Gemäß der kartellrechtlichen Genehmigung der Übernahme durch die VRM musste das Rüsselsheimer Echo an die Frankfurter Neue Presse des Konzerns der Frankfurter Societät abgegeben werden. Seit Anfang 2022 gehört das Rüsselsheimer Echo wieder zur VRM und damit zur Echo-Gruppe. Das Verbreitungsgebiet umfasst beinahe den gesamten südhessischen Raum. Ein großes Angebot von Nachrichten aus Südhessen und der Welt findet der Leser seit 1999 zusätzlich im Internet.
Zu den regionalen Konkurrenten gehören mit ihren Regionalausgaben die Frankfurter Allgemeine Zeitung, die Frankfurter Rundschau und im Süden der Mannheimer Morgen. Die Regionalteile der Frankfurter Rundschau für Darmstadt, Darmstadt-Dieburg und den Kreis Groß-Gerau wurden von 2009 bis September 2016 von Redakteuren der Echo Zeitungen GmbH verfasst. Seit Herbst 2016 berichtet die Frankfurter Rundschau wieder mit eigenen Redakteuren aus Darmstadt und den beiden Landkreisen Darmstadt-Dieburg und den Kreis Groß-Gerau.
Die verkaufte Auflage beträgt 29.388 Exemplare, ein Minus von 56,5 Prozent seit 1998.

## Geschichte
Das Darmstädter Echo war in der durch den Luftangriff schwer zerstörten Stadt die erste publizistische Neugründung nach dem Zweiten Weltkrieg. Ihre erste Ausgabe erschien am 21. November 1945. Der politisch unbescholtene Schriftsteller Johann Sebastian Dang und der in der Zeit des Nationalsozialismus verfolgte Publizist Paul Rodemann hatten zuvor von der amerikanischen Verwaltung die Lizenz zur Herausgabe einer politisch unabhängigen Zeitung erhalten. Rodemann holte zum Aufbau den Druckereifachmann Max Bach als Betriebsleiter hinzu. 1947 wurde Hans J. Reinowski dritter Lizenznehmer. Er baute in den folgenden Jahren die Redaktion als Herausgeber auf, Max Bach wurde 1949 Gesellschafter, später Geschäftsführer des Verlags und der Druckerei.
1950 erwarb der Verlag ein altes Kasernengebäude an der Holzhofallee, das – nach vielen Umbauten – bis März 2016 Sitz des Verlagshauses und der Darmstädter Redaktionen war. Alle Printprodukte des Verlages werden bereits seit Oktober 2010 im neuen Druckzentrum RheinMain in Rüsselsheim am Main hergestellt.
Die „Darmstädter Echo Verlag und Druckerei GmbH“ kaufte 1986 den angeschlagenen Zeitungskonkurrenten auf, das Darmstädter Tagblatt, welches zu dieser Zeit die drittälteste deutsche Zeitung war. Seitdem ist Darmstadt Einzeitungskreis.
Chefredakteur war zunächst Hans J. Reinowski. Ihm folgte als Chefredakteur Kurt W. Reinhold. Er war zunächst Chef vom Dienst und stellvertretender Chefredakteur und ab 1970 Chefredakteur. Seit 1965 gehörte Reinhold zu den Gesellschaftern der Zeitung; 1986 schied er aus. Sein Nachfolger als Chefredakteur wurde sein langjähriger Stellvertreter Roland Hof. Von Juni 2005 bis November 2012 war Jörg Riebartsch Chefredakteur. Er verließ am 7. November 2012 das Unternehmen. Michael Horn – bereits seit August 2007 stellvertretender Chefredakteur – wurde sein Nachfolger. Im August 2015 wurde er durch Lars Oliver Hennemann aus dem Haus VRM abgelöst.
Gesellschafter waren bis 2009 die Brüder Horst Bach und Hans-Peter Bach. Seit dem Tod von Horst Bach war sein Bruder alleiniger Verleger. Die Zeitung ist wirtschaftlich wie politisch unabhängig. Auch die Mantelteile Politik, Wirtschaft, Sport und Feuilleton werden in Darmstadt hergestellt.
Im Februar 2015 wurde die Echo-Mediengruppe vorbehaltlich der Zustimmung des Bundeskartellamtes an die Verlagsgruppe Rhein Main verkauft. Im Zuge des Kartellverfahrens kündigte die Echo-Mediengruppe am 11. Juni 2015 an, das Rüsselsheimer Echo an die Mediengruppe Frankfurter Societät zu verkaufen. Am 6. Juli 2015 wurde die Übernahme der Echo-Mediengruppe an die Verlagsgruppe Rhein Main genehmigt. Am gleichen Tag ist unter echo-online.de auch die neugestaltete Webseite im Corporate Design der Allgemeinen Zeitung Mainz online gegangen.
Im März 2016 ist die Echo-Redaktion auf den Wella-Campus in der Berliner Allee umgezogen.
Im Juli 2021 berichtete die Gewerkschaft ver.di von Plänen der zur Ippen-Gruppe gehörigen Zeitungsholding Hessen und der VRM zur Neuaufteilung des hessischen Zeitungsmarktes. Im Zuge dessen sollte das Rüsselsheimer Echo zur VRM zurückkehren. Mit Beginn des Jahres 2022 wurde dieser Verkauf wirksam, wodurch der VRM nunmehr beide Tageszeitungen in Rüsselsheim gehören (neben dem Echo auch die Main-Spitze). Hierbei wurden die Redaktionen zusammengelegt, beide Zeitungen sind seitdem inhaltlich identisch.

## Durchsuchung wegen eines Online-Kommentars
Im Juni 2014 erwirkte die Darmstädter Staatsanwaltschaft einen Durchsuchungsbeschluss gegen das Verlagsgebäude, um die Identität eines Nutzers zu ermitteln, der einen anscheinend verunglimpfenden Kommentar über leitende Angestellte des Mühltaler Amts auf der Website des Echos veröffentlicht hatte. Nachdem Hans-Peter Bach die Daten herausgegeben hatte, um eine Mitnahme der entsprechenden Computer, welche für den Zeitungsbetrieb unerlässlich waren, zu verhindern, stellten im September 2014 Richter am Landgericht formale Mängel und die daraus resultierende Unrechtmäßigkeit der Durchsuchung fest. Diese hatte zuvor ein bundesweites Medienecho hervorgerufen, da keine Verhältnismäßigkeit für diesen Eingriff in die Freiheit der Presse gegeben schien.

## Auflage
Das Darmstädter Echo hat in den vergangenen Jahren erheblich an Auflage eingebüßt. Die verkaufte Auflage ist in den vergangenen 10 Jahren um durchschnittlich 3,9 % pro Jahr gesunken. Im vergangenen Jahr hat sie um 8,2 % abgenommen. Sie beträgt gegenwärtig 29.388 Exemplare. Der Anteil der Abonnements an der verkauften Auflage liegt bei 91,4 Prozent.
Die Gesamtauflage aller Echo-Zeitungen ist ebenfalls rückläufig. Die verkaufte Auflage ist in den vergangenen 10 Jahren um durchschnittlich 2,7 % pro Jahr gesunken. Im vergangenen Jahr hat sie um 9 % abgenommen. Sie beträgt gegenwärtig 56.989 Exemplare. Der Anteil der Abonnements an der verkauften Auflage liegt bei 92 Prozent.